# Jean-Baptiste van Loo

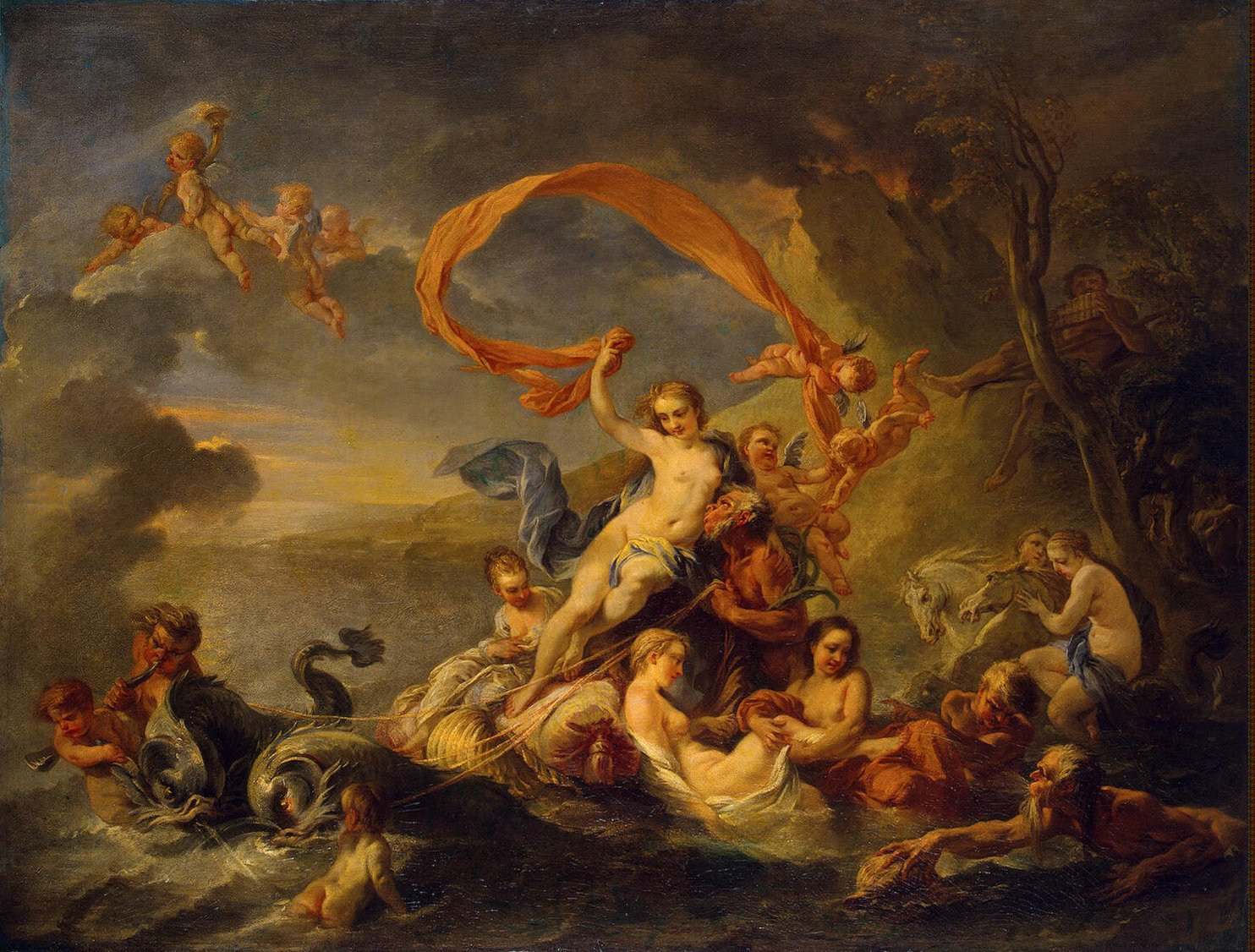
Trionfo di Galatea (1720)

Jean-Baptiste van Loo (Aix-en-Provence, 14 gennaio 1684 – Aix-en-Provence, 19 dicembre 1745) è stato un pittore e ritrattista francese.

## Biografia
Nato in una famiglia di origine olandese, ricevette i primi rudimenti d'arte dal padre Louis-Abraham. Avendo in gioventù prodotto parecchi dipinti per la decorazione di chiese e palazzi pubblici di Aix, fu occupato per simili lavori a Tolone, che fu costretto ad abbandonare durante l'assedio del 1707.
Entrò sotto la protezione del principe di Carignano, il quale lo inviò a Roma per studiare presso Benedetto Luti. Qui lavorò molto affrescando chiese, e in particolar modo la Flagellazione di Cristo nella Santa Maria in Monticelli. A Torino ritrasse Carlo Emanuele II di Savoia e altri membri della corte. Successivamente, nel recarsi a Parigi, dove fu eletto membro dell'Académie royale de peinture et de sculpture, realizzò parecchie pale d'altare e restaurò i lavori di Francesco Primaticcio a Fontainebleau.
Nel 1737 si recò in Inghilterra, dove suscitò attenzione per i suoi ritratti di Colley Cibber e dell'impresario Owen McSwiny; il successivo, come molti altri lavori di van Loo, fu inciso a mezzatinta dal giovane John Faber. Inoltre dipinse Sir Robert Walpole, il quale, raffigurante quest'ultimo nel suo abito di Cancelliere dello Scacchiere, è conservato alla National Portrait Gallery di Londra. Tuttavia non rimase molto in Inghilterra, poiché a causa di problemi di salute, dovette tornare a Parigi nel 1742 e successivamente ad Aix, dove morì 3 anni dopo.
Dalla sua famiglia si ricordano i figli Louis-Michel van Loo e Charles-Amédée-Philippe van Loo e il fratello Charles-André van Loo, tutti e tre noti pittori.

## Luoghi d'esposizione di opere di Van Loo

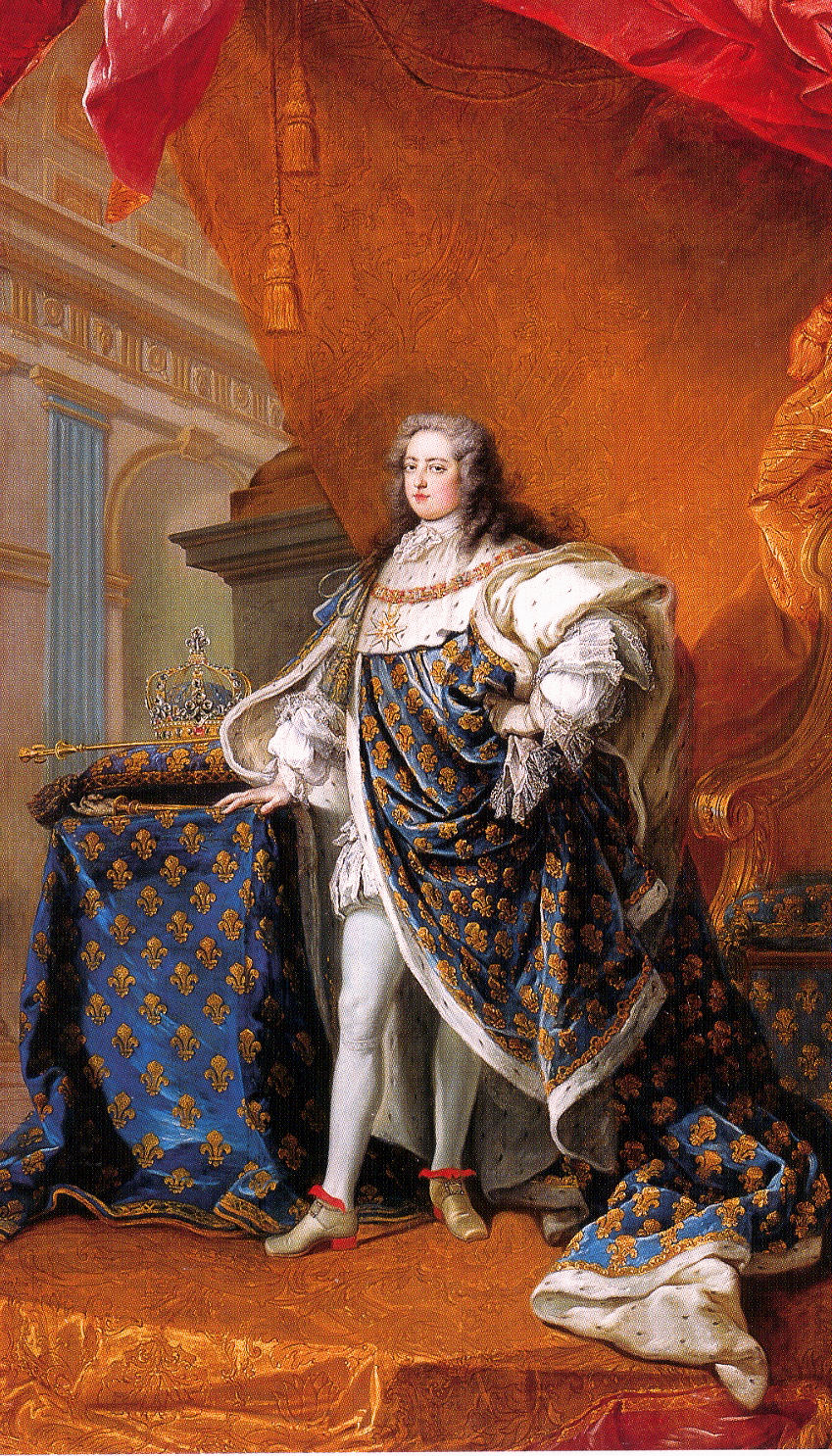
Probabilmente Jean-Baptiste van Loo o Charles André van Loo (1705-1765)

- Aix-en-Provence, Museo Granet, Pavillon de Vendôme, museo des Tapisseries, museo Arbaud
- Amiens, Museo di Piccardia
- Angers, Musée des Beaux-Arts
- Bordeaux, Musée des Beaux-Arts
- Draguignan, Museo municipale
- Grenoble, Museo di Grenoble
- Londra, National Portrait Gallery e Royal Collection
- Lione, Musée des Beaux-Arts e Cattedrale
- Monaco, Palazzo dei Principi
- Mosca, Ermitage
- Nizza, Musée des Beaux-Arts Jules Chéret
- New York, Historical Society
- Parigi, Museo del Louvre
- Pau, Musée des Beaux-Arts
- Rivoli, Castello
- Roma, Chiesa di Santa Maria in Monticelli
- Saint-Lô, Musée des Beaux-Arts
- Tarascona, Chiesa di Santa Marta
- Tolone, Museo d'arte di Tolone
- Torino, Palazzo reale
- Versailles, Reggia

## Galleria d'immagini

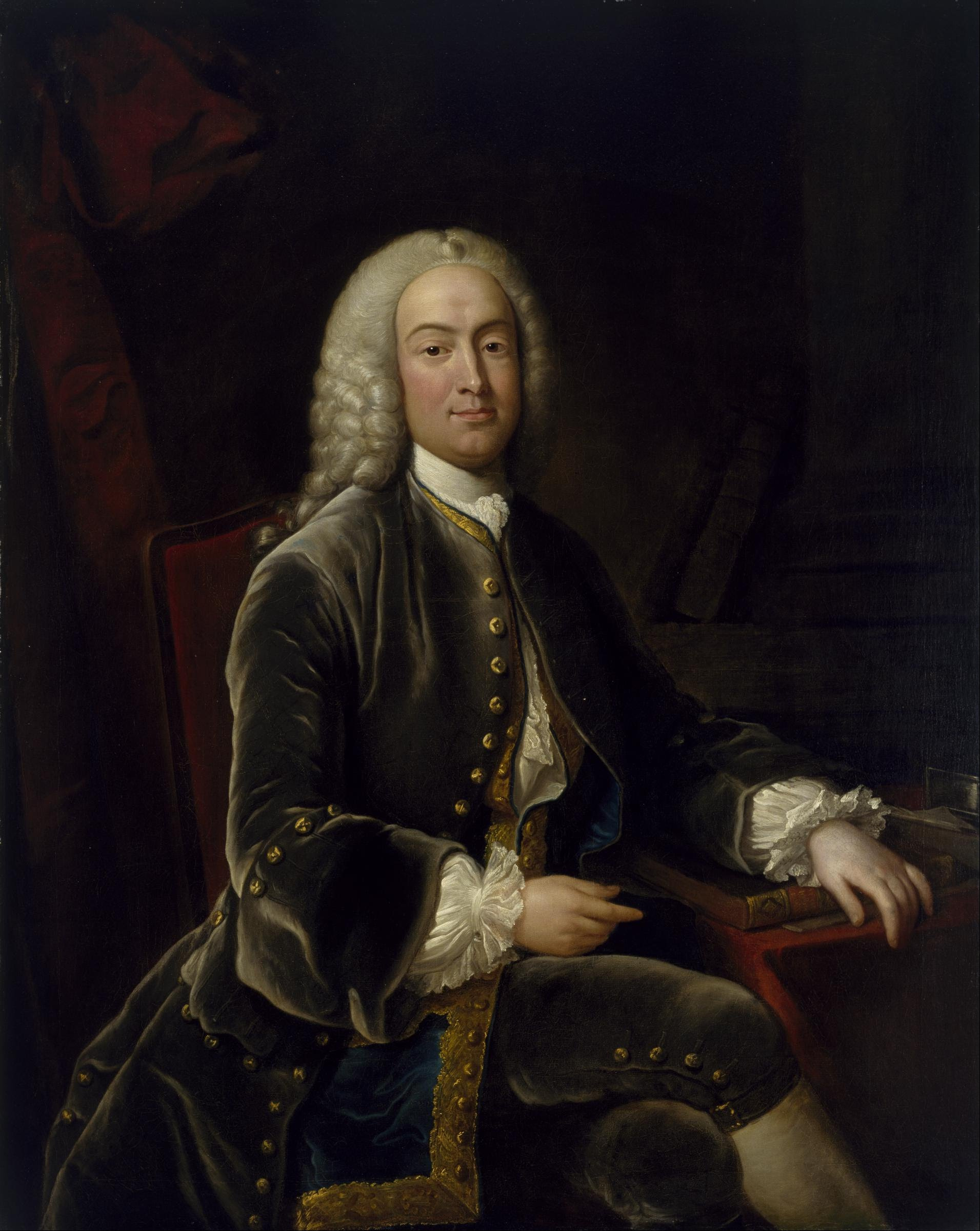
William Murray, 1º conte di Mansfield
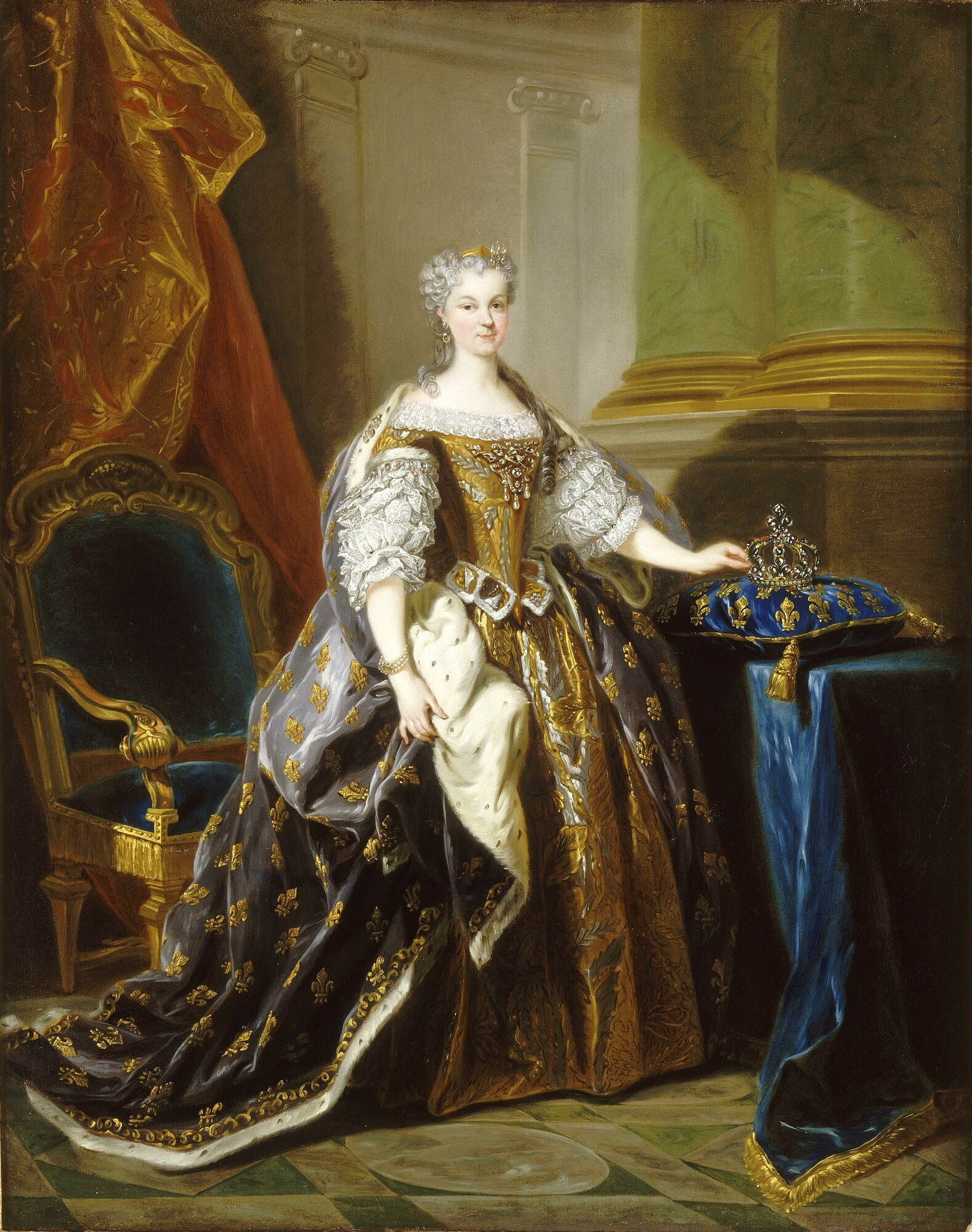
Maria Leszczyńska
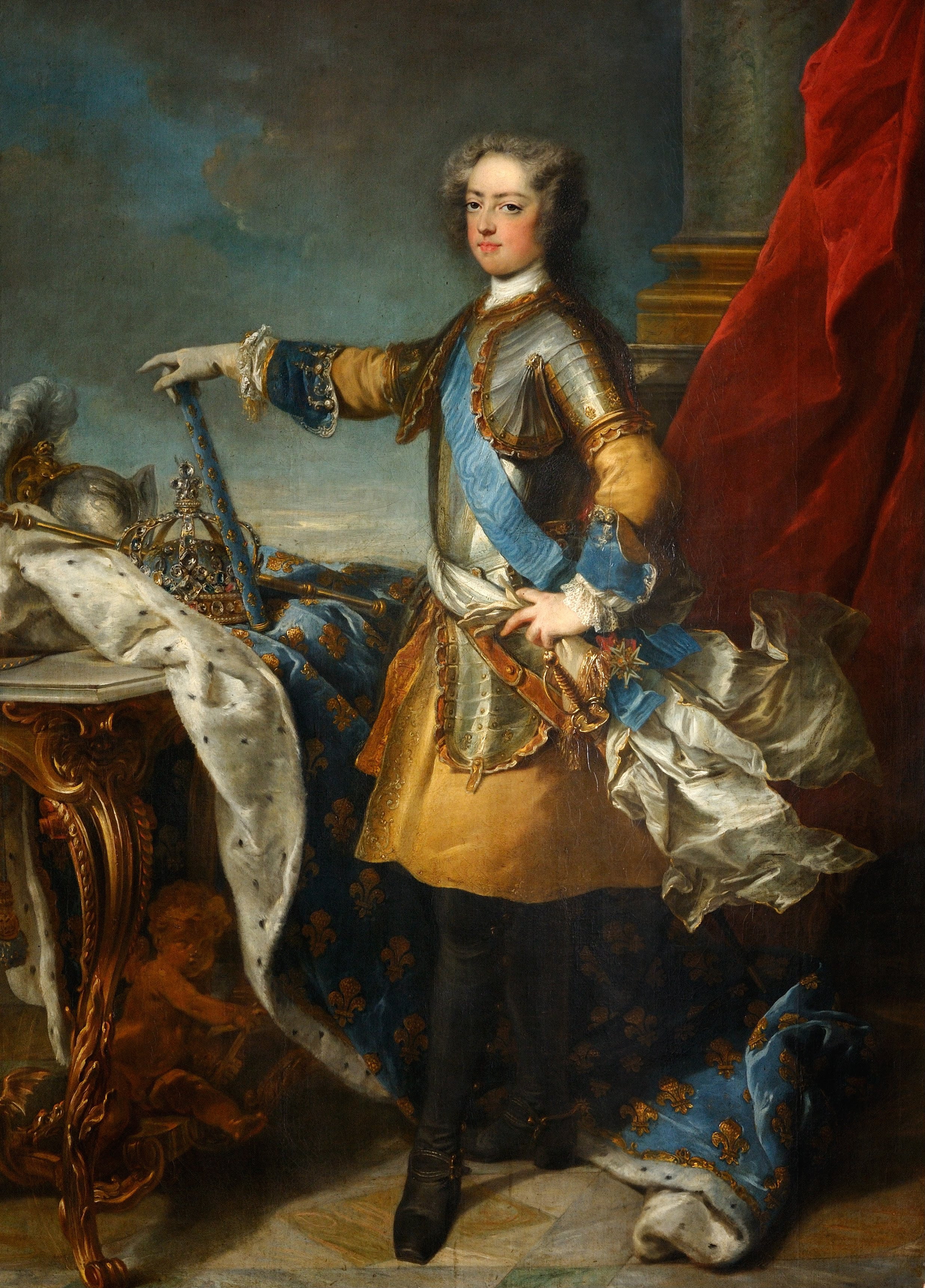
Luigi XV, re di Francia e di Navarra (1710-1774)
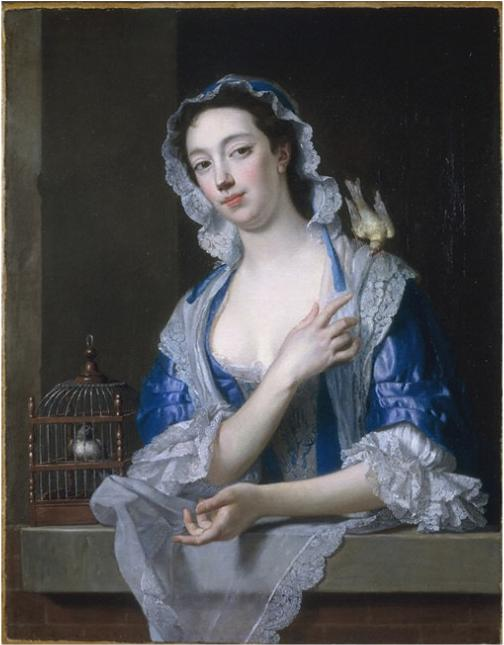
Margaret ('Peg') Woffington, attrice
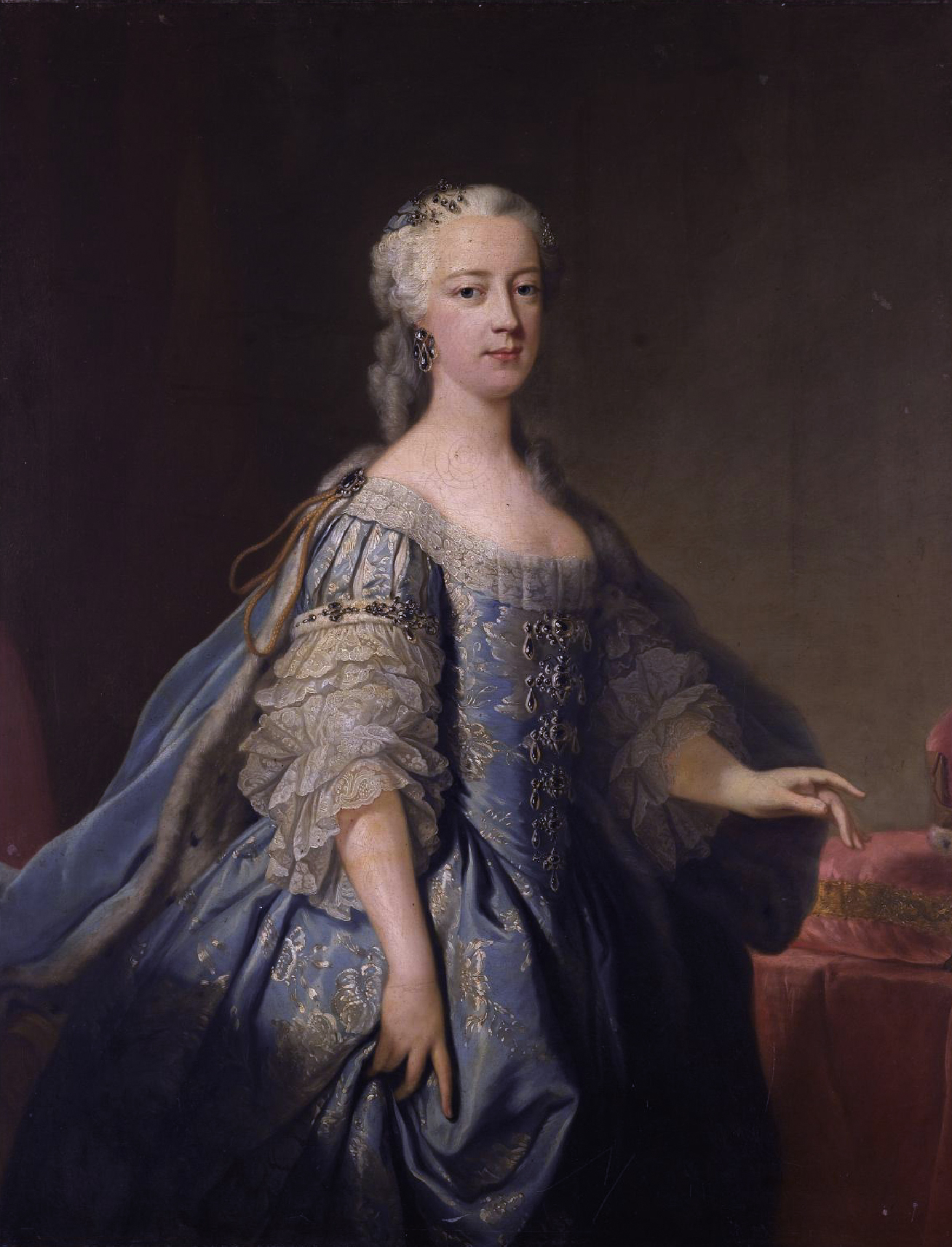
Principessa Amelia di Gran Bretagna (1711-1786)
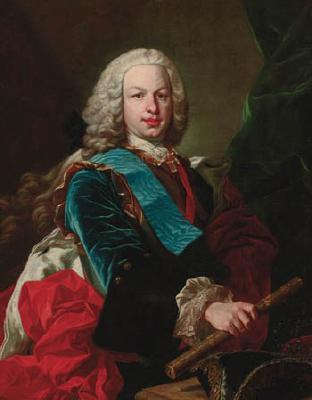
Fernando VI con le insigne degli ordini del Toson d'Oro e dello Spirito Santo
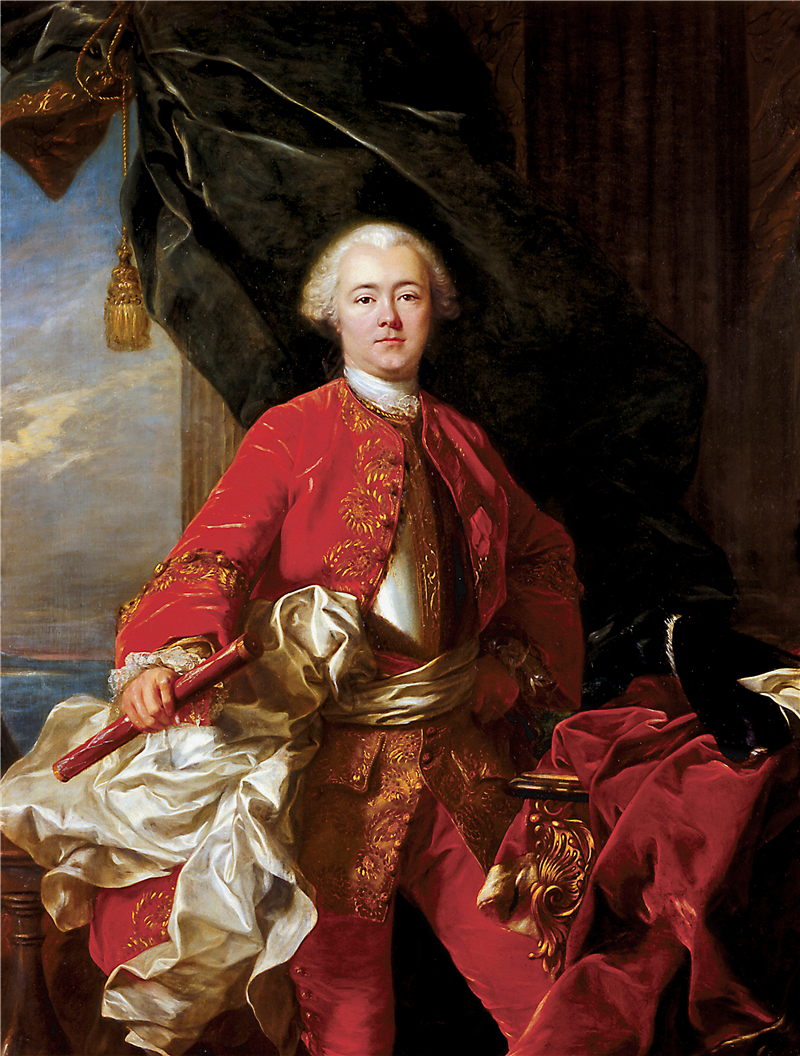
Onorato III, principe di Monaco
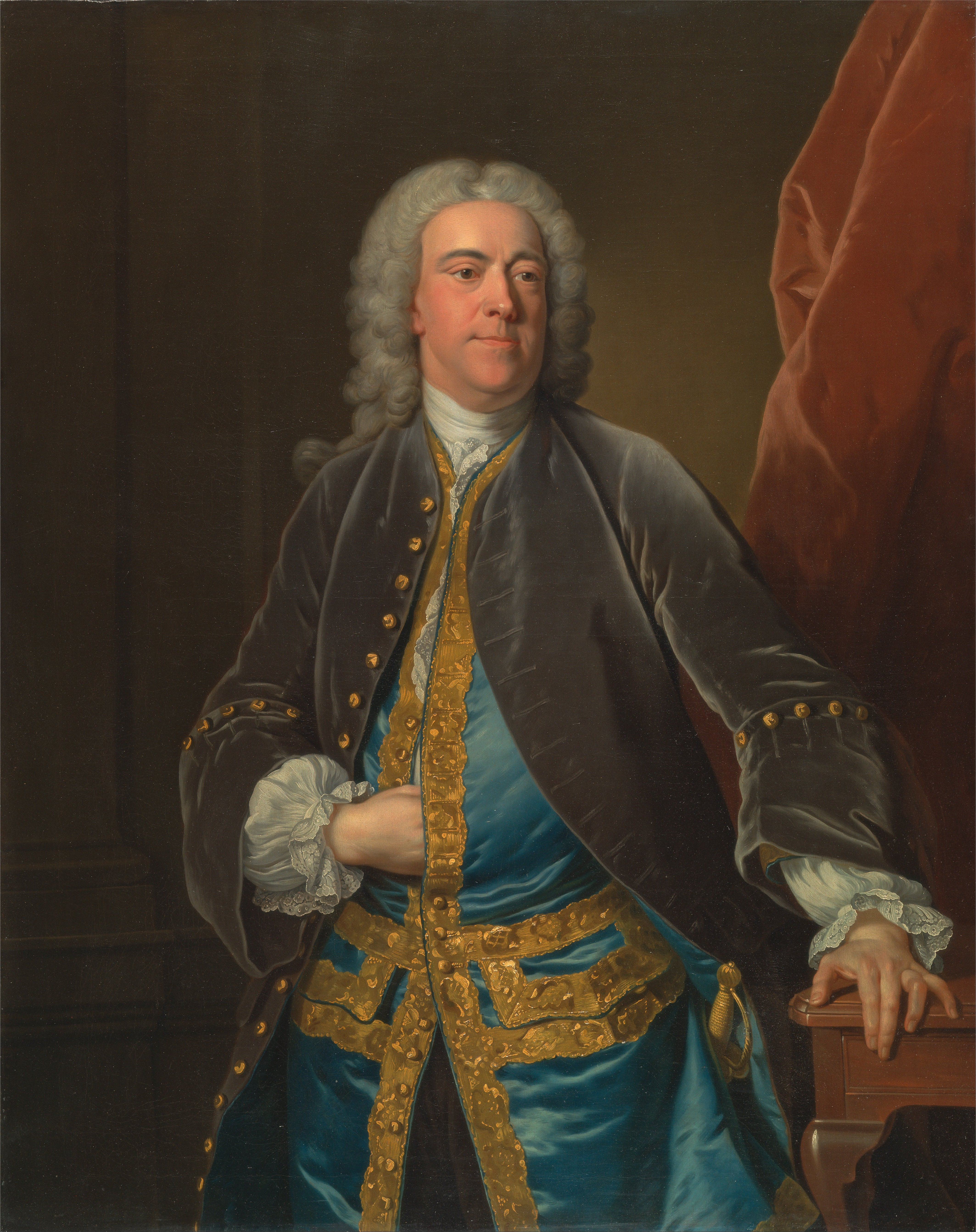
Stephen Poyntz, di Midgeham, Berkshire